# Сосновский сельсовет (Амурская область)
Сосно́вский сельсове́т — сельское поселение в Серышевском районе Амурской области.
Административный центр — село Сосновка.

## История
24 января 2005 года в соответствии с Законом Амурской области № 425-ОЗ муниципальное образование наделено статусом сельского поселения.
Законом Амурской области от 24.12.2020 № 668-ОЗ в январе 2021 года упразднено в Сосновский сельсовет переданы населённые пункты упразднённого Водораздельненского сельсовета.

## Население
| 2002 | 2010 | 2011 | 2012 | 2013 | 2014 | 2015 |
| ---- | ---- | ---- | ---- | ---- | ---- | ---- |
| 895  | ↘597 | →597 | ↘581 | ↘571 | ↘542 | ↘538 |
| 2016 | 2017 | 2018 | 2021 |      |      |      |
| ↘519 | ↘517 | ↘492 | ↗542 |      |      |      |

## Состав сельского поселения
| № | Населённый пункт | Тип населённого пункта       | Население |
| - | ---------------- | ---------------------------- | --------- |
| 1 | Автономовка      | село                         | ↘129      |
| 2 | Верхнеборовая    | село                         | →36       |
| 3 | Водораздельное   | село                         | ↘230      |
| 4 | Державинка       | село                         | ↘118      |
| 5 | Милехино         | село                         | ↘55       |
| 6 | Сосновка         | село, административный центр | ↘209      |